# Pierangelo Giovanetti
Pierangelo Giovanetti (Brescia, 2 febbraio 1964) è un giornalista italiano a lungo direttore del quotidiano L'Adige di Trento, inviato speciale di Avvenire, autore di libri e di saggi.

## Biografia
Cresciuto a Bezzecca, in Trentino, ha frequentato il liceo classico Andrea Maffei di Riva del Garda, e poi si è laureato all'Università Cattolica a Milano in Scienze Politiche, indirizzo internazionale, con relatore il professor Guglielmo Zucconi e presidente di commissione il professor Gianfranco Miglio.
Iscritto alla Fuci, inizia la propria carriera giornalistica al quotidiano L'Adige sotto la guida di Piero Agostini e Paolo Pagliaro, prima come notista politico e poi come inviato speciale, curando alcune delle più importanti inchieste giornalistiche su Mani Pulite in regione. In seguito passa al quotidiano Il Mattino dell'Alto Adige come caposervizio nella sede di Bolzano, seguendo le vicende e le questioni istituzionali e politiche della convivenza etnica fra gruppo linguistico tedesco e italiano.
Nella seconda metà degli anni Novanta si sposta a Milano e collabora con il Corriere della Sera, seguendo le trasformazioni del lavoro in Italia, da cui nascerà il libro Posto fisso addio. Come cambia il lavoro in Italia, edito dalla Baldini&Castoldi con la prefazione di Walter Passerini, un'inchiesta sulle nuove forme di lavoro attraverso l'esperienza diretta dei protagonisti.
Dopo un periodo in cui ritorna all'Adige a Trento viene chiamato nuovamente a Milano dal direttore di Avvenire Dino Boffo e assunto come inviato speciale del quotidiano per il quale seguirà eventi nazionali e internazionali fra cui la morte e i funerali di Giovanni Paolo II, e l'elezione e i viaggi di Benedetto XVI.
Nel libro Europa, religioni, laicità ha raccolto una lunga serie di interviste fatte su Avvenire a protagonisti europei della cultura, sul ruolo e la convivenza delle religioni nella società contemporanea. Pubblicato dall'Editrice Ancora di Milano, il saggio porta la prefazione del cardinal Angelo Scola.
Dal 4 ottobre 2006 è direttore dell'Adige, alla guida del quale resterà per dodici anni e mezzo, fino al 15 marzo 2019.
Dal 27 maggio 2021 svolge l'incarico di Portavoce dell'ANAC (Autorità nazionale anticorruzione) a Roma.
È sposato, con tre figli.

## Collaborazioni
Dal 2007 al 2018 ha condotto periodicamente alla radio Prima Pagina, su RaiRadio3 nazionale, lettura quotidiana dei giornali e discussione con gli ascoltatori da tutta Italia.
Per anni è stato autore di periodiche collaborazioni con varie riviste e testate, tra cui Il Mulino, per cui ha scritto alcuni saggi sulla questione altoatesina, ItalianiEuropei, Problemi dell'informazione, Virtual, Famiglia Cristiana, Jesus.
È stato membro di giuria di vari premi letterari, tra cui il premio Rai La Giara, il Premio Gelmi di Caporiacco e il Premio Judicaria.

## Premi e riconoscimenti
È stato insignito del Premio Nazionale Diego Fabbri 1996 per la comunicazione.

## Opere (elenco parziale)
- Il giornale elettronico. L'informazione nell'era di internet, Vallecchi Editore, Firenze,1995;
- Internet. L'informazione senza frontiere, coautore, Edizioni Paolini, Milano,1997;
- Posto fisso addio. Come cambia il lavoro in Italia, Baldini&Castoldi, Milano, 2000;
- Mario Malossini. Storia di un ex potente resuscitato, Curcu&Genovese, Trento, 2003;
- Europa, religioni, laicità, Editrice Ancora, Milano, 2007;